# Voie Sacrée
Die Voie Sacrée (Heiliger Weg, NVS) ist eine Straße in Frankreich von Bar-le-Duc nach Verdun. Sie stellte während der Schlacht um Verdun die Hauptverkehrsader für den Nachschub des Französischen Heeres
dar.

## Geschichte
Bis zum Ersten Weltkrieg war die Strecke eine unbedeutende Nebenstraße zwischen Bar-le-Duc und Verdun.
Während des Kriegs wurden auf dieser Straße Truppen, Material und Nachschub an die Front von Verdun geschafft (Noria), im Sommer des Jahres 1916 jede Woche 90.000 Menschen und 50.000 Tonnen Munition, Versorgungsgüter und Ausrüstungsgegenstände. Teilweise wurden bis zu 9000 LKW täglich eingesetzt, die auf dem Hinweg Nachschub und Truppen transportierten und auf dem Rückweg Verwundete mitnahmen. Erst nach dem Krieg wurde die Straße als Voie Sacrée in Anlehnung an die Via Sacra vom Schriftsteller Maurice Barrès bezeichnet.
Ebenso erst nach dem Krieg wurde die Straße offiziell am 30. Dezember 1923 in das französische Nationalstraßennetz aufgenommen. Jedoch war sie die einzige Nationalstraße, die nicht mit einer Nummer beschildert, sondern nur als Voie Sacrée gekennzeichnet wurde. Sie wurde auch mit den Buchstaben NVS (frz.: [Route] Nationale Voie Sacrée) abgekürzt. Von 1978 bis 2006 wurde die Straße auf der Strecke zwischen Bar-le-Duc und der Kreuzung mit der ehemaligen Route nationale 3 (N 3) verwaltungsmäßig als Route nationale 35 eingestuft. Von dieser Kreuzung bis Verdun verlief die Straße auf der Strecke der N 3. 2006 erfolgte aufgrund der Neustrukturierung des gesamten Nationalstraßennetzes die Abstufung und wird nun in Bezug auf das Kriegsjahr 1916 als Route départementale D 1916 bezeichnet.

## Denkmäler
Ein Denkmal steht heute knapp fünf Kilometer vor Verdun.
An dem kleinen, an der Voie sacrée gelegenen Ort Érize-la-Petite ist ein Windpark gebaut worden, der ebenfalls den Namen Voie Sacrée trägt.

## Galerie

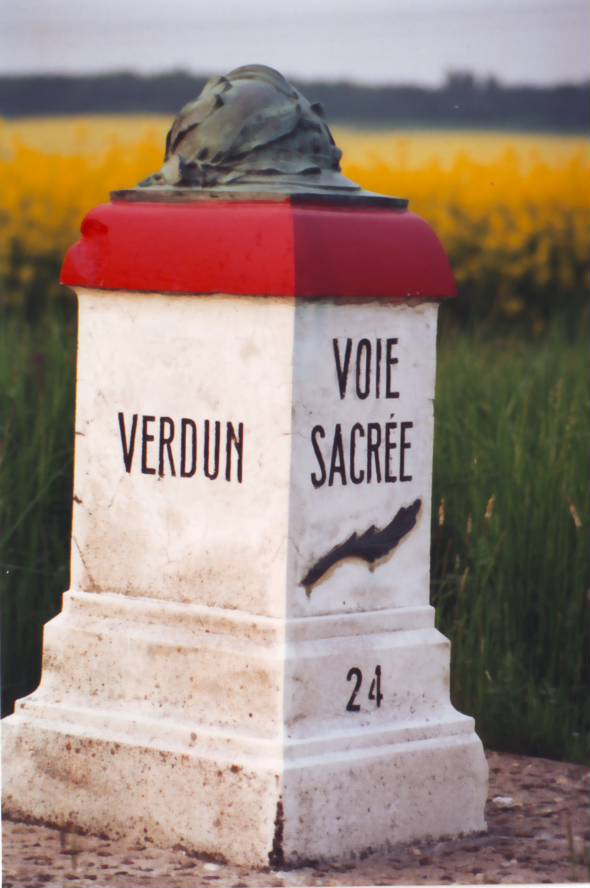
Kilometerstein auf der Voie Sacrée
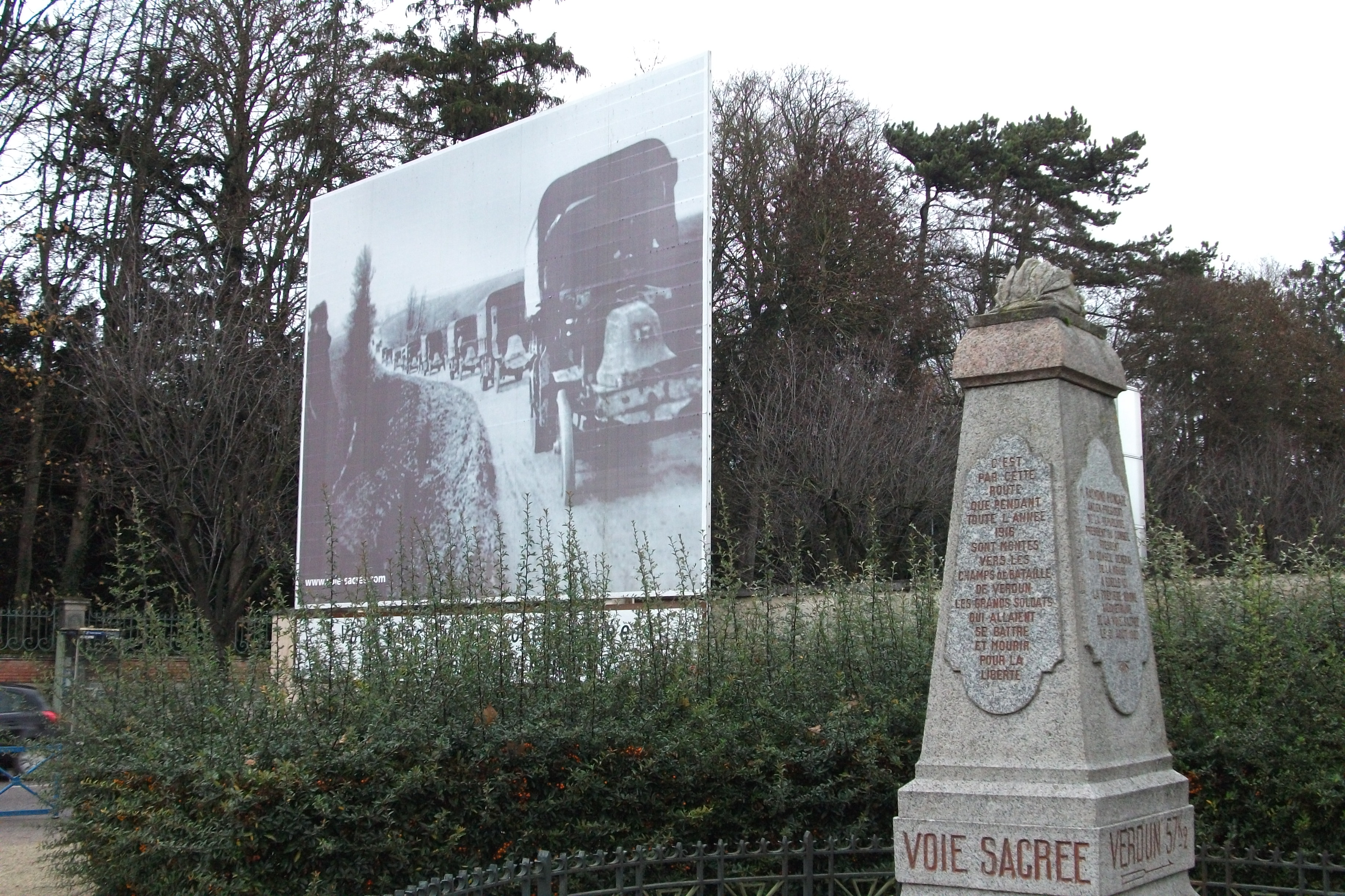
Ein Gedenkstein auf dem Kilometer 0 in Bar-le-Duc
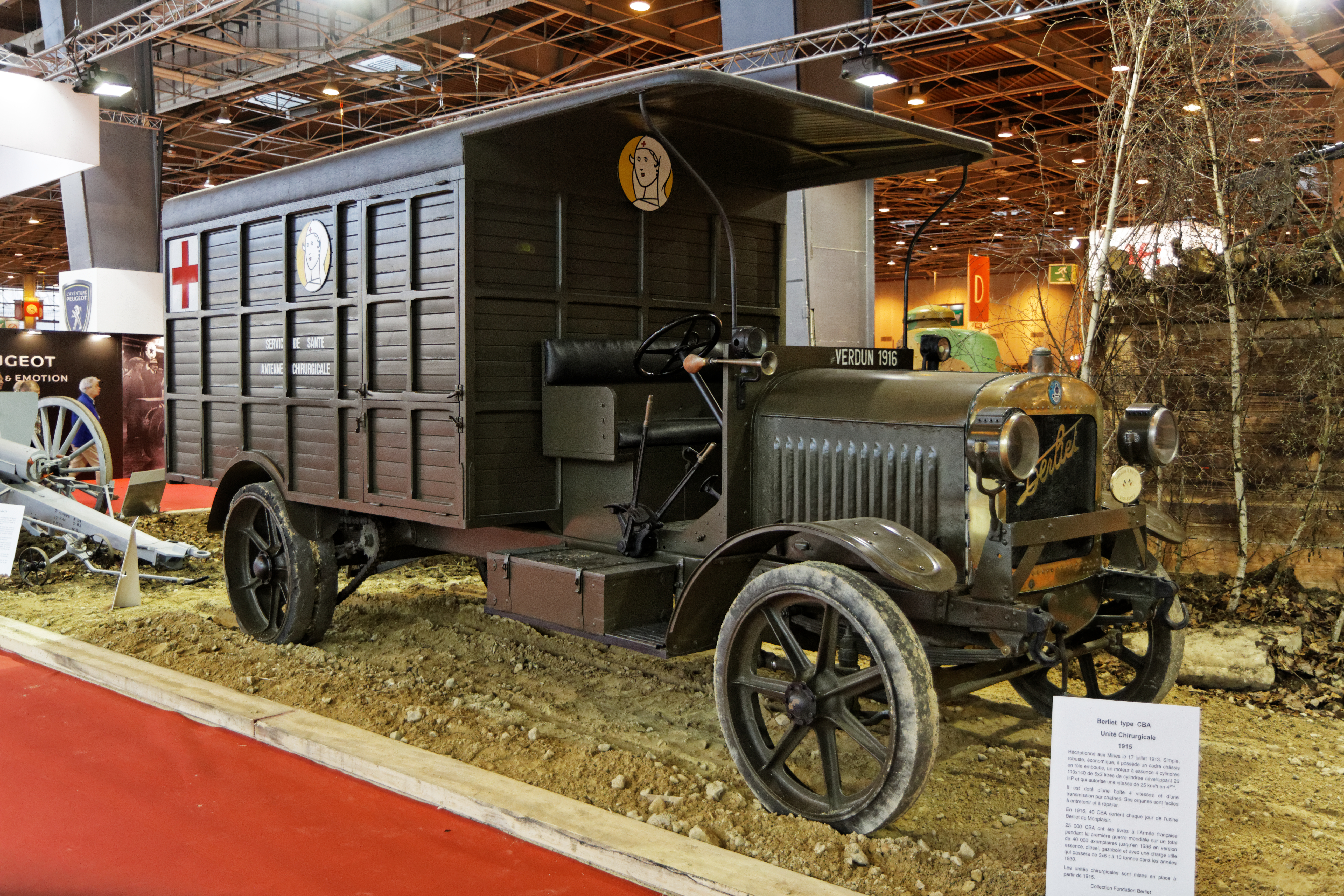
LKW Berliet Typ CBA, wie er typischerweise auf der Voie Sacrée zum Einsatz kam